# Erhard Milch
Erhard Milch, nemški vojaški pilot, general, poslovnež in policist, * 30. marec 1892, † 25. januar 1972.
Bil je letalec v prvi svetovni vojni. Nato se je zaposlil v civilnem letalstvu in postal znan kot prvi direktor Lufthanse. Po prihodu nacistov na oblast je postal minister za letalstvo in odigral ključno vlogo pri novem razvoju nemškega vojnega letalstva. Bil je znan kot delaven in sposoben vodja, ki je znal opraviti tudi najtežavnejše naloge. 
Generalfeldmaršal Milch je bil eden najvišjih nemških generalov Wehrmachta druge svetovne vojne. Bil je tudi neposredno udeležen pri ustanovitvi Luftwaffe leta 1935 in je v vojni zagovarjal razširitev in ojačitev letalstva, toda Hermann Göring in Adolf Hitler mu nista prisluhnila. Posledično se Nemčija ni mogla obraniti pred hudimi zračnimi napadi, ki sta jih izvajala Anglija in ZDA. Po vojni so ga obtožili zaradi odgovornosti za zločine storjene pri množični uporabi suženjske delovne sile v letalski industriji. Sprva je bil obsojen na doživljenski zapor, končno je odsedel do leta 1954. Umrl je leta 1972 v Düsseldorfu. 

## Odlikovanja
- 1914 železni križec II. razreda (?)
- 1914 železni križec I. razreda (marec 1916)
- 1939 priponka k 1914 železnemu križcu II. stopnje (?)
- 1939 priponka k 1914 železnemu križca I. stopnje (?)
- viteški križ železnega križa (4. maj 1940)
- Kgl. Preuss. Flugzeugbeobachter-Abzeichen
- Kgl. Preuss. Flugzeugführer-Abzeichen
- Ehrenkreuz für Frontkämpfer
- Wehrmacht-Dienstauszeichnung IV. bis II Klasse
- Luftschutz-Ehrenzeichen 2. bis 1. Stufe (20. april 1938)
- Gemeinsames Flugzeugführer-und Beobachterabzeichen in Gold mit Brillanten
- Medaille zur Erinnerung an den 13.03.1938
- Medaille zur Erinnerung an den 01.10.1938 mit Spange Prager Burg
- Medaille zur Erinnerung an die Heimkehr des Memellandes
- Goldenes Ehrenzeichen der NSDAP